# Fresnes-sur-Marne
Fresnes-sur-Marne is een gemeente in het Franse departement Seine-et-Marne (regio Île-de-France) en telt 441 inwoners (1999). De plaats maakt deel uit van het arrondissement Meaux.

## Geografie
De oppervlakte van Fresnes-sur-Marne bedraagt 7,5 km², de bevolkingsdichtheid is 58,8 inwoners per km².
De onderstaande kaart toont de ligging van Fresnes-sur-Marne met de belangrijkste infrastructuur en aangrenzende gemeenten.

## Demografie
Onderstaande figuur toont het verloop van het inwonertal (bron: INSEE-tellingen).